# Bipinnula fimbriata
Bipinnula fimbriata es una especie de orquídea originaria de Chile.

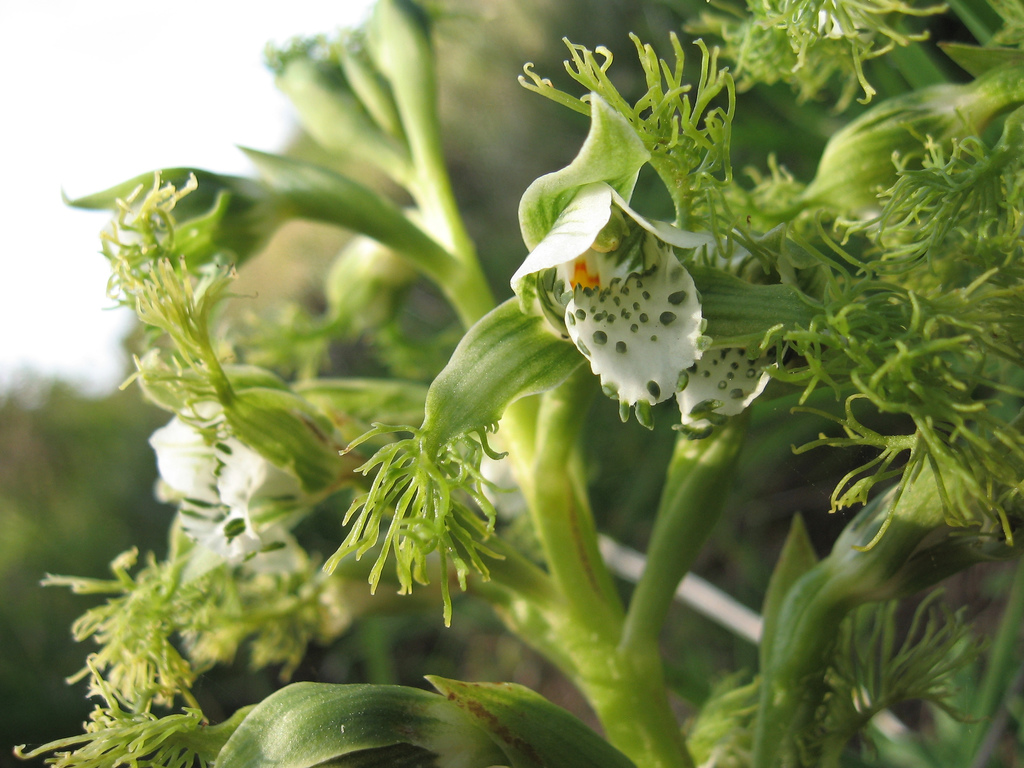
Vista de la planta

## Descripción
Es una orquídea de hábitos terrestres que prefiere el clima fresco y tienen un crecimiento estacional, que se someten a un período de latencia cuando solo permanecen sus raíces fasciculada y más o menos tuberosa resistente  a sequías prolongadas e incluso incendios. Presenta  pseudocaule herbáceo , con pocas flores o simplemente una sola flor apical  cuyo sépalos y pétalos son muy diferentes, los sépalos laterales son estrechos y amplia  el borde que termina en una especie de franja que se parece a una pluma.

## Taxonomía
Bipinnula fimbriata fue descrito por (Poepp.) I.M.Johnst. y publicado en Contributions from the Gray Herbarium of Harvard University 85: 28. 1929.
Etimología
Ver: Bipinnula
fimbriata: epíteto latino que significa "amarillo oro".
Sinonimia
- Chloraea fimbriata Poepp., Fragm. Syn. Pl.: 15 (1833).
- Jouyella fimbriata (Poepp.) Szlach. & Marg., Polish Bot. J. 46: 125 (2001).
- Bipinnula mystacina Lindl., Hooker's J. Bot. Kew Gard. Misc. 1: 5 (1834).[5][6]